# The Low End Theory
The Low End Theory är hiphopgruppen A Tribe Called Quests andra studioalbum, släppt 24 september 1991. Albumet blev en kritikermässig och kommersiell succé när det kom. Idag räknas det som ett av de bästa och mest inflytelserika hiphopalbumen genom tiderna.

## Låtlista
Alla låtar är producerade av A Tribe Called Quest om inget annat anges.
| Nr | Låt                                                   | Medverkande                                                                                            | Varaktighet |
| -- | ----------------------------------------------------- | --- | ----------- |
| 1  | "Excursions"                                          | Q-Tip                                                                                                  | 3:53        |
| 2  | "Buggin' Out"                                         | Phife Dawg, Q-Tip                                                                                      | 3:38        |
| 3  | "Rap Promoter"                                        | Q-Tip                                                                                                  | 2:13        |
| 4  | "Butter"                                              | Phife Dawg                                                                                             | 3:39        |
| 5  | "Verses from the Abstract"                            | Q-Tip, Ron Carter, Vinia Mojica                                                                        | 3:59        |
| 6  | "Show Business" (samproducerad med Skeff Anselm)      | Q-Tip, Phife Dawg, Lord Jamar, Sadat X, Diamond D                                                      | 3:53        |
| 7  | "Vibes and Stuff"                                     | Q-Tip, Phife Dawg                                                                                      | 4:18        |
| 8  | "The Infamous Date Rape"                              | Q-Tip, Phife Dawg                                                                                      | 2:54        |
| 9  | "Check the Rhime"                                     | Phife Dawg, Q-Tip                                                                                      | 3:36        |
| 10 | "Everything Is Fair" (samproducerad med Skeff Anselm) | Q-Tip                                                                                                  | 2:58        |
| 11 | "Jazz (We've Got)"                                    | Q-Tip, Phife Dawg                                                                                      | 4:09        |
| 12 | "Skypager"                                            | Q-Tip, Phife Dawg                                                                                      | 2:13        |
| 13 | "What?"                                               | Q-Tip                                                                                                  | 2:29        |
| 14 | "Scenario"                                            | Phife Dawg, Q-Tip, samt Busta Rhymes, Charlie Brown och Dinco D från gruppen Leaders of the New School | 4:10        |